# 150년

## 연호
- 후한(後漢) 화평(和平) 원년

## 기년
- 후한(後漢) 환제(桓帝) 4년
- 신라(新羅) 일성 이사금(逸聖泥師今) 17년
- 고구려(高句麗) 차대왕(次大王) 5년
- 백제(百濟) 개루왕(蓋婁王) 23년

## 탄생
- 후한 시대 남흉노 선우 어부라